# Мосток (Могилёвский район)
Мосто́к (бел. Масток) — агрогородок в составе Мостокского сельсовета Могилёвского района Могилёвской области Беларуси.

## Географическое положение
Ближайшие населённые пункты: Фойно, Павловка, Грибаны.

## Население
- 1999 год — 675 человек
- 2010 год — 592 человека